# John Henry Wilson
John Henry Wilson, född 30 januari 1846 i Crab Orchard i Kentucky, död 14 januari 1923 i Louisville i Kentucky, var en amerikansk politiker (republikan). Han var ledamot av USA:s representanthus 1889–1893.
Wilson efterträdde 1889 William P. Taulbee som kongressledamot och efterträddes 1893 av Silas Adams.
Wilsons grav finns på Barbourville Cemetery i Barbourville i Kentucky.